# Wólka Domaniowska
Wólka Domaniowska – wieś w Polsce położona w województwie mazowieckim, w powiecie radomskim, w gminie Przytyk. Ma status sołectwa. Leży nad Zalewem Domaniowskim.
W skład sołectwa Wólka Domaniowska wchodzą także przysiółki Jadwiniów i Duży Las.
| SIMC    | Nazwa     | Rodzaj    |
| ------- | --------- | --------- |
| 0634549 | Nowy Młyn | część wsi |

W latach 1975–1998 miejscowość położona była w województwie radomskim.
Wierni kościoła rzymskokatolickiego należą do parafii św. Wawrzyńca we Wrzosie.